# Kitty och det mystiska brevet
Kitty och det mystiska brevet (originaltitel Nancy´s Mysterious Letter). Boken som ingår i bokserien om Kitty Drew är skriven av Carolyn Keene 1932 och översatt till svenska av Solveig Karlsson.